# Чемпіонат Європи з водних видів спорту 1991
Чемпіонат Європи з водних видів спорту 1991, 20-й за ліком, тривав з 18 до 25 серпня 1991 року в Афінах (Греція). Розіграно нагороди з плавання (на довгій воді), стрибків у воду, синхронного плавання (жінки) і водного поло. Змагання з плавання на відкритій воді відбулися 14-15 вересня в місті Террачина (Італія).

## Таблиця медалей
*   Країна-господарка ( Греція)
| Місце                | Країна               | Золото | Срібло | Бронза | Загалом |
| -------------------- | -------------------- | ------ | ------ | ------ | ------- |
| 1                    | СРСР                 | 16     | 7      | 2      | 25      |
| 2                    | Німеччина            | 7      | 12     | 11     | 30      |
| 3                    | Угорщина             | 6      | 3      | 2      | 11      |
| 4                    | Данія                | 4      | 0      | 2      | 6       |
| 5                    | Франція              | 3      | 5      | 3      | 11      |
| 6                    | Італія               | 2      | 4      | 11     | 17      |
| 7                    | Іспанія              | 2      | 2      | 1      | 5       |
| 8                    | Норвегія             | 2      | 0      | 0      | 2       |
| 9                    | Нідерланди           | 1      | 3      | 6      | 10      |
| 10                   | Велика Британія      | 1      | 2      | 2      | 5       |
| 11                   | Польща               | 1      | 2      | 1      | 4       |
| 12                   | Швейцарія            | 1      | 1      | 1      | 3       |
| 13                   | Югославія            | 1      | 0      | 0      | 1       |
| 14                   | Румунія              | 0      | 4      | 1      | 5       |
| 15                   | Швеція               | 0      | 1      | 2      | 3       |
| 16                   | Греція*              | 0      | 1      | 0      | 1       |
| 16                   | Чехословаччина       | 0      | 1      | 0      | 1       |
| 18                   | Болгарія             | 0      | 0      | 2      | 2       |
| Загалом (18 збірних) | Загалом (18 збірних) | 47     | 48     | 47     | 142     |

## Плавання

### Чоловіки
| Дисципліна                      | Золото                                                                 | Золото   | Срібло                                                                    | Срібло   | Бронза                                                           | Бронза   |
| ------------------------------- | ---------------------------------------------------------------------- | -------- | ------------------------------------------------------------------------- | -------- | ---------------------------------------------------------------- | -------- |
| 50 м вільним стилем             | Нільс Рудольф (GER)                                                    | 22.33    | Геннадій Пригода (URS)                                                    | 22.44    | Майк Фіббенс (GBR) Володимир Ткаченко (URS)                      | 22.72    |
| 100 м вільним стилем            | Олександр Попов (URS)                                                  | 49.18    | Нільс Рудольф (GER)                                                       | 49.52    | Джорджо Ламберті (ITA)                                           | 49.57    |
| 200 м вільним стилем            | Артур Войдат (POL)                                                     | 1:48.10  | Джорджо Ламберті (ITA)                                                    | 1:48.15  | Роберто Глерія (ITA)                                             | 1:48.74  |
| 400 м вільним стилем            | Євген Садовий (URS)                                                    | 3:49.02  | Артур Войдат (POL)                                                        | 3:49.09  | Джорджо Ламберті (ITA)                                           | 3:50.46  |
| 1500 м вільним стилем           | Єрґ Гоффманн (GER)                                                     | 15:02.57 | Ян Вілсон (GBR)                                                           | 15:03.72 | Себастьян Візе (GER)                                             | 15:14.30 |
| 100 м на спині                  | Мартін Лопес-Суберо (ESP)                                              | 55.30    | Дірк Ріхтер (GER)                                                         | 56.04    | Франк Шотт (FRA)                                                 | 56.29    |
| 200 м на спині                  | Мартін Лопес-Суберо (ESP)                                              | 1:58.66  | Дірк Ріхтер (GER) Володимир Сельков (URS)                                 | 2:00.18  |                                                                  |          |
| 100 м брасом                    | Норберт Рожа (HUN)                                                     | 1:01.49  | Адріан Мургаус (GBR)                                                      | 1:01.88  | Джанні Мінервіні (ITA)                                           | 1:02.41  |
| 200 м брасом                    | Нік Джиллінгем (GBR)                                                   | 2:12.55  | Норберт Рожа (HUN)                                                        | 2:12.58  | Серхіо Лопес (ESP)                                               | 2:13.40  |
| 100 м батерфляєм                | Владислав Куликов (URS)                                                | 54.22    | Мартін Лопес-Суберо (ESP)                                                 | 54.30    | Нільс Рудольф (GER)                                              | 54.31    |
| 200 м батерфляєм                | Франк Еспозіто (FRA)                                                   | 1:59.59  | Рафал Шукала (POL)                                                        | 2:01.01  | Крістоф Бордо (FRA)                                              | 2:01.25  |
| 200 м комплексом                | Ларс Серенсен (DEN)                                                    | 2:02.63  | Хрістіан Ґеснер (GER)                                                     | 2:02.66  | Лука Саккі (ITA)                                                 | 2:02.93  |
| 400 м комплексом                | Лука Саккі (ITA)                                                       | 4:17.81  | Патрік Кюль (GER)                                                         | 4:17.85  | Хрістіан Ґеснер (GER)                                            | 4:19.16  |
| Естафета 4×100 м вільним стилем | СРСР Павло Хникін Геннадій Пригода Веніамін Таянович Олександр Попов   | 3:17.11  | Німеччина Зілько Ґюнцель Нільс Рудольф Штеффен Цеснер Дірк Ріхтер         | 3:18.31  | Швеція Томмі Вернер Йоран Тітус Андерс Гольмертц Йоран Янссон    | 3:20.42  |
| Естафета 4×200 м вільним стилем | СРСР Дмитро Лепіков Володимир Пишненко Веніамін Таянович Євген Садовий | 7:15.96  | Італія Емануеле Ідіні Роберто Глерія Стефано Баттістеллі Джорджо Ламберті | 7:18.30  | Німеччина Штеффен Цеснер Уве Даслер хрістіан Келлер Єрґ Гоффманн | 7:19.13  |
| Естафета 4×100 м комплексом     | СРСР Володимир Сельков Дмитро Волков Владислав Куликов Олександр Попов | 3:40.68  | Франція Франк Шотт Седрік Пеніко Брюно Гутцайт Крістоф Кальфаян           | 3:42.15  | Угорщина Тамаш Дойч Норберт Рожа Петер Хорват Бела Сабадош       | 3:42.35  |

### Жінки
| Дисципліна                      | Золото                                                                        | Золото  | Срібло                                                             | Срібло  | Бронза                                                                     | Бронза  |
| ------------------------------- | ----------------------------------------------------------------------------- | ------- | ------------------------------------------------------------------ | ------- | -------------------------------------------------------------------------- | ------- |
| 50 м вільним стилем             | Зімоне Озіґус (GER)                                                           | 25,80   | Катрін Плевінскі (FRA)                                             | 25,84   | Інге де Бройн (NED)                                                        | 25,91   |
| 100 м вільним стилем            | Катрін Плевінскі (FRA)                                                        | 56,20   | Карін Брінессе (NED)                                               | 56,44   | Зімоне Озіґус (GER)                                                        | 56,47   |
| 200 м вільним стилем            | Метте Якобсен (DEN)                                                           | 2.00,29 | Катрін Плевінскі (FRA)                                             | 2.00,34 | Лумініце Добреску (ROM)                                                    | 2.01,77 |
| 400 м вільним стилем            | Ірене Далбю (NOR)                                                             | 4.11,63 | Бятріче Кишлару (ROM)                                              | 4.12,33 | Крістіна Соссі (ITA)                                                       | 4.12,35 |
| 800 м вільним стилем            | Ірене Далбю (NOR)                                                             | 8.32,08 | Яна Генке (GER)                                                    | 8.32,25 | Крістіна Соссі (ITA)                                                       | 8.33,79 |
| 100 м на спині                  | Крістіна Егерсегі (HUN)                                                       | 1.00,31 | Тюнде Сабо (HUN)                                                   | 1.01,11 | Даґмар Газе (GER)                                                          | 1.02,41 |
| 200 м на спині                  | Крістіна Егерсегі (HUN)                                                       | 2.06,62 | Тюнде Сабо (HUN)                                                   | 2.11,42 | Даґмар Газе (GER)                                                          | 2.12,21 |
| 100 м брасом                    | Олена Рудковська (URS)                                                        | 1.09,05 | Світлана Бондаренко (URS)                                          | 1.09,99 | Таня Дангалакова (BUL)                                                     | 1.10,12 |
| 200 м брасом                    | Олена Рудковська (URS)                                                        | 2.29,50 | Бятріче Кишлару (ROM)                                              | 2.32,00 | Таня Дангалакова (BUL)                                                     | 2.32,09 |
| 100 м батерфляєм                | Катрін Плевінскі (FRA)                                                        | 1.00,32 | Інге де Бройн (NED)                                                | 1.01,64 | Тересе Лундін (SWE)                                                        | 1.01,80 |
| 200 м батерфляєм                | Метте Якобсен (DEN)                                                           | 2.12,87 | Забіне Гербст (GER)                                                | 2.14,72 | Беріт Пуґґаард (DEN)                                                       | 2.14,80 |
| 200 м комплексом                | Даніела Гунґер (GER)                                                          | 2.15,53 | Бятріче Кишлару (ROM)                                              | 2.16,68 | Маріон Цоллер (GER)                                                        | 2.17,43 |
| 400 м комплексом                | Крістіна Егерсегі (HUN)                                                       | 4.39,78 | Бятріче Кишлару (ROM)                                              | 4.44,67 | Ева Синовська (POL)                                                        | 4.47,92 |
| Естафета 4×100 м вільним стилем | Нідерланди Діана ван дер Платс Інге де Бройн Маріке Мастенбрук Карін Брінессе | 3.45,36 | Німеччина Даґмар Газе Зільвія Ґераш Катрін Майснер Зімоне Озіґус   | 3.45,54 | Данія Метте Нільсен Ґітта Єнсен Беріт Пуґґаард Метте Якобсен               | 3.46,36 |
| Естафета 4×200 м вільним стилем | Данія Аннетте Поульсен Ґітта Єнсен Беріт Пуґґаард Метте Якобсен               | 8.05,90 | Німеччина Даґмар Газе Мануела Штельмах Зімоне Озіґус Гайке Фрідріх | 8.10,26 | Нідерланди Еллен Елзерман Баук'є Вірсма Діана ван дер Платс Карін Брінессе | 8.13,97 |
| Естафета 4×100 м комплексом     | СРСР Наталія Крупська Олена Рудковська Олена Кононенко Євгенія Єрмакова       | 4.08,55 | Німеччина Даґмар Газе Зільвія Ґераш Катрін Майснер Зімоне Озіґус   | 4.10,10 | Нідерланди Еллен Елзерман Кіра Бултен Інге де Бройн Карін Брінессе         | 4.14,03 |

## Плавання на відкритій воді
- Відбувся 14-15 вересня в місті Террачина (Італія).

### Чоловіки
| Дисципліна              | Золото                | Золото    | Срібло                   | Срібло    | Бронза             | Бронза    |
| ----------------------- | --------------------- | --------- | ------------------------ | --------- | ------------------ | --------- |
| 5 км на відкритій воді  | Стефано Рубаудо (ITA) | 1:06:51,7 | Давіде Джаккіно (ITA)    | 1:07:22,3 | Ганс ван Ґор (NED) | 1:07:38,4 |
| 25 км на відкритій воді | Хрістоф Вандрач (GER) | 5:46:26,2 | Серджіо К'ярандіні (ITA) | 5:56:50,2 | Урс Кольгаас (SUI) | 5:58:50,1 |

### Жінки
| Дисципліна              | Золото                | Золото    | Срібло                 | Срібло    | Бронза           | Бронза    |
| ----------------------- | --------------------- | --------- | ---------------------- | --------- | ---------------- | --------- |
| 5 км на відкритій воді  | Веа Берзлановіц (HUN) | 1:13:51,2 | Іветта Главачова (TCH) | 1:14:13,4 | Мара Дата (ITA)  | 1:14:13,7 |
| 25 км на відкритій воді | Еліан Фіші (SUI)      | 6:38:58,8 | Саманта Кавадіні (SUI) | 6:54:27,7 | Ріта Ковач (HUN) | 6:57:29,5 |

## Стрибки у воду

### Чоловіки
| Дисципліна    | Золото                    | Золото | Срібло                 | Срібло | Бронза                 | Бронза |
| ------------- | ------------------------- | ------ | ---------------------- | ------ | ---------------------- | ------ |
| Трамплін, 1 м | Андрій Семенюк (URS)      | 395.19 | Петер Белер (GER)      | 383.76 | Едвін Йонґеянс (NED)   | 359.64 |
| Трамплін, 3 м | Альбін Кіллат (GER)       | 639.45 | Йоакім Андерссон (SWE) | 597.03 | Давіде Лоренціні (ITA) | 596.28 |
| Вишка, 10 м   | Володимир Тимошинін (URS) | 606.21 | Дмитро Саутін (URS)    | 602.22 | Боббі Морґан (GBR)     | 578.67 |

### Жінки
| Дисципліна    | Золото               | Золото | Срібло             | Срібло | Бронза               | Бронза |
| ------------- | -------------------- | ------ | ------------------ | ------ | -------------------- | ------ |
| Трамплін, 1 м | Бріта Бальдус (GER)  | 282.54 | Ірина Лашко (URS)  | 269.52 | Конні Шмальфус (GER) | 238.50 |
| Трамплін, 3 м | Ірина Лашко (URS)    | 524.97 | Віра Ільїна (URS)  | 513.03 | Бріта Бальдус (GER)  | 498.03 |
| Вишка, 10 м   | Олена Мірошина (URS) | 453.90 | Інга Афоніна (URS) | 423.39 | Уте Веціґ (GER)      | 382.47 |

## Синхронне плавання
| Дисципліна | Золото | Золото  | Срібло | Срібло  | Бронза | Бронза  |
| ---------- | --- | ------- | --- | ------- | --- | ------- |
| Solo       | Ольга Сєдакова (URS) | 180.286 | Хрістіна Талассініду (GRE) | 178.800 | Анн Капрон (FRA) | 175.820 |
| Дуети      | Анна Козлова (URS) Ольга Сєдакова (URS)                                                                                             | 179.572 | Анн Капрон (FRA) Селін Левек (FRA)                                                                                            | 174.729 | Марйолейн Бот (NED) Тамара Зварт (NED) | 173.351 |
| Групи      | СРСР (URS) Віра Артьомова Олена Азарова Вікторія Башкаєва Олена Долженко Анна Козлова Ганна Максимова Ольга Пилипчук Ольга Сєдакова | 178.112 | Франція (FRA) Анн Капрон Марі Каранта Кларіс Шесно Дельфін Ле Флош Селін Левек Міріам Ліньйо Ізабель Манабль Дельфін Марешаль | 173.753 | Італія (ITA) Джада Баллан Джованна Бурландо Мануела Карніні Паола Челлі Сімона Делла Белла Роберта Фарінеллі Лоредана Джентілецца Роберта Гвіді | 171.889 |

## Водне поло

### Чоловіки
| Дисципліна        | Золото    | Срібло  | Бронза |
| ----------------- | --------- | ------- | ------ |
| Командна першість | Югославія | Іспанія | СРСР   |

### Жінки
| Дисципліна        | Золото   | Срібло     | Бронза |
| ----------------- | -------- | ---------- | ------ |
| Командна першість | Угорщина | Нідерланди | Італія |